# Angelo Ceroni
Angelo Ceroni (Albino, 1816 – Albino, circa 1888) è stato un pittore italiano.

## Biografia
Fu allievo di Giuseppe Diotti alla scuola dell'Accademia Carrara di Bergamo, ottenne la commissione per le figure del re David e di Santa Cecilia da dipingere sulle ante dell'organo della chiesa albinese di San Giuliano.
Dipinse varie opere d'ispirazione religiosa e in modo particolare partecipò alla realizzazione di ex voto per i santuari mariani di Albino, Perello, Forcella e Altino.
Si distinse poi come ritrattista della borghesia della Val Seriana del suo tempo, con impronta schiettamente naturalistica e secondo la maniera piccesca.
Avviò alla pittura il figlio Giuseppe (nato nel 1864), ancor più talentuoso del padre, ma che ebbe la carriera danneggiata dal temperamento alterato a causa di una malattia nervosa.

## Opere
- Ritratto di fanciulla albinese esposto alla mostra dei pittori albinesi nel 1968, collezione privata,
- Ritratto di Benedetto Cugini proprietà privata
- Testa di vecchio, 1844, Accademia Carrara
- Ritratto della Famiglia Chiodelli a Nembro, 1845, collezione privata
- Ritratti di Filippo Lussana e della moglie Isabella Testa (1855 ca)
- Visita in convento di una mama alla figlia educanda datato 1866 e firmato A., CERONI dip, proprietà privata,
- Ex voto santuario della Forcella di Praedalunga portante la data dell'apparizione mariana 19 giugno 1876,[6]
- Ritratto di Antonio Ghislanzoni, celebre scrittore e giornalista, librettista di Giuseppe Verdi, protagonista della Scapigliatura milanese e del Risorgimento lombardo, 1882,
- Anime del Purgatorio, cimitero di Locate, 1887,
- Ritratto di  Maria Volpi Carrara collezione privata,
- Ritratto di giovinetta collezione privata,
- Ritratto del dotto Giovanni Volpi collezione privata,
- Ritratto dell'avvocato Nicola Oprandi collezione privata,